# Margarita Sidorenko
Pour les articles homonymes, voir Sidorenko.
Margarita Sidorenko (en russe : Маргарита Сидоренко), née le 17 janvier 1988 à Novorossiïsk (Ciscaucasie), est une archère handisport russe.

## Carrière
Aux Jeux paralympiques d'été de 2020, Sidorenko remporte la médaille d'or par équipes mixtes en arc classique avec Kirill Smirnov battant les Italiens Stefano Travisani et Elisabetta Mijno.